# Кубок Англії з футболу 1955—1956
Кубок Англії з футболу 1955—1956 — 75-й розіграш найстарішого футбольного турніру у світі, Кубка виклику Футбольної Асоціації, також відомого як Кубок Англії. Втретє титул здобув Манчестер Сіті.

## Перший раунд
| Дата                      | Господарі                   | Рахунок | Гості                      |
| ------------------------- | --------------------------- | ------- | -------------------------- |
| 19 листопада              | Честерфілд                  | 1:0     | Честер                     |
| 19 листопада              | Дарлінгтон                  | 0:0     | Карлайл Юнайтед            |
| 22 листопада Перегравання | Карлайл Юнайтед             | 0:0     | Дарлінгтон                 |
| 28 листопада Перегравання | Дарлінгтон                  | 3:1     | Карлайл Юнайтед            |
| 19 листопада              | Гастінгс Юнайтед            | 6:1     | Саутгол                    |
| 19 листопада              | Барроу                      | 0:0     | Кру Александра             |
| 23 листопада Перегравання | Кру Александра              | 2:3     | Барроу                     |
| 19 листопада              | Рочдейл                     | 0:1     | Йорк Сіті                  |
| 19 листопада              | Вотфорд                     | 5:3     | Ремсгейт Атлетік           |
| 19 листопада              | Веймут                      | 3:2     | Солсбері Сіті              |
| 19 листопада              | Йовіл Таун                  | 1:1     | Олдершот                   |
| 23 листопада Перегравання | Олдершот                    | 1:1     | Йовіл Таун                 |
| 28 листопада Перегравання | Йовіл Таун                  | 0:3     | Олдершот                   |
| 19 листопада              | Редінг                      | 1:0     | Борнмут енд Боском Атлетік |
| 19 листопада              | Джиллінгем                  | 1:1     | Шрусбері Таун              |
| 24 листопада Перегравання | Шрусбері Таун               | 4:1     | Джиллінгем                 |
| 19 листопада              | Свіндон Таун                | 4:0     | Герефорд Юнайтед           |
| 19 листопада              | Бішоп Окленд                | 3:1     | Дарем Сіті                 |
| 19 листопада              | Вікем Вондерерз             | 1:3     | Бертон Альбіон             |
| 19 листопада              | Аккрінгтон Стенлі           | 3:1     | Рексем                     |
| 19 листопада              | Брентфорд                   | 4:0     | Марч Таун Юнайтед          |
| 19 листопада              | Крук Таун                   | 2:2     | Дербі Каунті               |
| 23 листопада Перегравання | Дербі Каунті                | 5:1     | Крук Таун                  |
| 19 листопада              | Нортгемптон Таун            | 4:1     | Міллволл                   |
| 19 листопада              | Ковентрі Сіті               | 0:1     | Ексетер Сіті               |
| 19 листопада              | Брайтон енд Гоув Альбіон    | 8:1     | Ньюпорт Каунті             |
| 19 листопада              | Ріл                         | 0:3     | Бредфорд Парк-Авеню        |
| 19 листопада              | Норвіч Сіті                 | 4:0     | Дорчестер Таун             |
| 19 листопада              | Бредфорд Сіті               | 3:1     | Олдем Атлетік              |
| 19 листопада              | Крістал Пелес               | 0:0     | Саутгемптон                |
| 23 листопада Перегравання | Саутгемптон                 | 2:0     | Крістал Пелес              |
| 19 листопада              | Гул Таун                    | 1:2     | Галіфакс Таун              |
| 19 листопада              | Саутенд Юнайтед             | 2:0     | Квінз Парк Рейнджерс       |
| 19 листопада              | Гартліпул Юнайтед           | 3:0     | Ґейтсгед                   |
| 19 листопада              | Сканторп-енд-Ліндсі Юнайтед | 3:0     | Шилдон                     |
| 19 листопада              | Бедфорд Таун                | 3:0     | Лейтон                     |
| 19 листопада              | Менсфілд Таун               | 2:0     | Стокпорт Каунті            |
| 19 листопада              | Маргейт                     | 2:2     | Волсолл                    |
| 24 листопада Перегравання | Волсолл                     | 6:1     | Маргейт                    |
| 19 листопада              | Гейлсоуен Таун              | 2:4     | Гендон                     |
| 19 листопада              | Саутпорт                    | 6:1     | Аштон Юнайтед              |
| 19 листопада              | Торкі Юнайтед               | 2:0     | Колчестер Юнайтед          |
| 19 листопада              | Воркінгтон                  | 4:2     | Скарборо                   |
| 19 листопада              | Нетерфіелд                  | 1:5     | Грімсбі Таун               |
| 19 листопада              | Ізінгтон Кольєрі Велфар     | 0:2     | Транмер Роверз             |
| 19 листопада              | Бостон Юнайтед              | 3:2     | Нортвіч Вікторія           |
| 19 листопада              | Пітерборо Юнайтед           | 3:1     | Іпсвіч Таун                |
| 19 листопада              | Лейтон Орієнт               | 7:1     | Ловелс Атлетік             |
| 19 листопада              | Скегнесс Таун               | 0:4     | Ворксоп Таун               |

## Другий раунд
До другого раунду увійшли переможці першого раунду. 
| Дата                   | Господарі                   | Рахунок | Гості                       |
| ---------------------- | --------------------------- | ------- | --------------------------- |
| 10 грудня              | Честерфілд                  | 1:2     | Гартліпул Юнайтед           |
| 10 грудня              | Дарлінгтон                  | 0:1     | Аккрінгтон Стенлі           |
| 10 грудня              | Веймут                      | 0:1     | Саутенд Юнайтед             |
| 10 грудня              | Редінг                      | 2:2     | Олдершот                    |
| 14 грудня Перегравання | Олдершот                    | 3:0     | Редінг                      |
| 10 грудня              | Волсолл                     | 2:1     | Саутгемптон                 |
| 10 грудня              | Дербі Каунті                | 1:6     | Бостон Юнайтед              |
| 10 грудня              | Свіндон Таун                | 1:1     | Пітерборо Юнайтед           |
| 15 грудня Перегравання | Пітерборо Юнайтед           | 1:2     | Свіндон Таун                |
| 10 грудня              | Шрусбері Таун               | 0:0     | Торкі Юнайтед               |
| 14 грудня Перегравання | Торкі Юнайтед               | 5:1     | Шрусбері Таун               |
| 10 грудня              | Бішоп Окленд                | 0:0     | Сканторп-енд-Ліндсі Юнайтед |
| 15 грудня Перегравання | Сканторп-енд-Ліндсі Юнайтед | 2:0     | Бішоп Окленд                |
| 10 грудня              | Транмер Роверз              | 0:3     | Барроу                      |
| 10 грудня              | Нортгемптон Таун            | 4:1     | Гастінгс Юнайтед            |
| 10 грудня              | Брайтон енд Гоув Альбіон    | 1:2     | Норвіч Сіті                 |
| 10 грудня              | Бредфорд Сіті               | 2:2     | Ворксоп Таун                |
| 15 грудня Перегравання | Ворксоп Таун                | 1:0     | Бредфорд Сіті               |
| 10 грудня              | Бредфорд Парк-Авеню         | 4:3     | Воркінгтон                  |
| 10 грудня              | Ексетер Сіті                | 6:2     | Гендон                      |
| 10 грудня              | Бедфорд Таун                | 3:2     | Вотфорд                     |
| 10 грудня              | Галіфакс Таун               | 0:0     | Бертон Альбіон              |
| 14 грудня Перегравання | Бертон Альбіон              | 1:0     | Галіфакс Таун               |
| 10 грудня              | Саутпорт                    | 0:0     | Грімсбі Таун                |
| 14 грудня Перегравання | Грімсбі Таун                | 3:2     | Саутпорт                    |
| 10 грудня              | Йорк Сіті                   | 2:1     | Менсфілд Таун               |
| 10 грудня              | Лейтон Орієнт               | 4:1     | Брентфорд                   |

## Третій раунд
| Дата                  | Господарі                   | Рахунок | Гості                       |
| --------------------- | --------------------------- | ------- | --------------------------- |
| 7 січня               | Ліверпуль                   | 2:0     | Аккрінгтон Стенлі           |
| 7 січня               | Волсолл                     | 0:1     | Порт Вейл                   |
| 7 січня               | Ноттс Каунті                | 0:1     | Фулгем                      |
| 7 січня               | Астон Вілла                 | 1:1     | Галл Сіті                   |
| 12 січня Перегравання | Галл Сіті                   | 1:2     | Астон Вілла                 |
| 7 січня               | Шеффілд Венсдей             | 1:3     | Ньюкасл Юнайтед             |
| 7 січня               | Вулвергемптон Вондерерз     | 1:2     | Вест-Бромвіч Альбіон        |
| 7 січня               | Сандерленд                  | 4:2     | Норвіч Сіті                 |
| 7 січня               | Лінкольн Сіті               | 2:3     | Саутенд Юнайтед             |
| 7 січня               | Евертон                     | 3:1     | Бристоль Сіті               |
| 7 січня               | Свіндон Таун                | 1:0     | Ворксоп Таун                |
| 7 січня               | Донкастер Роверз            | 3:0     | Ноттінгем Форест            |
| 7 січня               | Шеффілд Юнайтед             | 5:0     | Барроу                      |
| 7 січня               | Тоттенгем Готспур           | 4:0     | Бостон Юнайтед              |
| 7 січня               | Бристоль Роверз             | 4:0     | Манчестер Юнайтед           |
| 7 січня               | Нортгемптон Таун            | 1:2     | Блекберн Роверз             |
| 7 січня               | Портсмут                    | 3:1     | Грімсбі Таун                |
| 7 січня               | Вест Гем Юнайтед            | 5:2     | Престон Норт-Енд            |
| 7 січня               | Бредфорд Парк-Авеню         | 0:4     | Мідлсбро                    |
| 7 січня               | Ексетер Сіті                | 0:0     | Сток Сіті                   |
| 9 січня Перегравання  | Сток Сіті                   | 3:0     | Ексетер Сіті                |
| 7 січня               | Гартліпул Юнайтед           | 0:1     | Челсі                       |
| 7 січня               | Свонсі Сіті                 | 1:2     | Йорк Сіті                   |
| 7 січня               | Чарльтон Атлетік            | 7:0     | Бертон Альбіон              |
| 7 січня               | Арсенал                     | 2:2     | Бедфорд Таун                |
| 12 січня Перегравання | Бедфорд Таун                | 1:2     | Арсенал                     |
| 7 січня               | Лідс Юнайтед                | 1:2     | Кардіфф Сіті                |
| 7 січня               | Торкі Юнайтед               | 1:7     | Бірмінгем Сіті              |
| 7 січня               | Ротергем Юнайтед            | 1:1     | Сканторп-енд-Ліндсі Юнайтед |
| 12 січня Перегравання | Сканторп-енд-Ліндсі Юнайтед | 4:2     | Ротергем Юнайтед            |
| 7 січня               | Олдершот                    | 1:2     | Барнслі                     |
| 7 січня               | Лейтон Орієнт               | 1:0     | Плімут Аргайл               |
| 10 січня              | Бері                        | 0:1     | Бернлі                      |
| 11 січня              | Болтон Вондерерз            | 3:0     | Гаддерсфілд Таун            |
| 11 січня              | Лутон Таун                  | 0:4     | Лестер Сіті                 |
| 11 січня              | Манчестер Сіті              | 2:1     | Блекпул                     |

## Четвертий раунд
У цьому раунді зіграли переможці попереднього етапу.
| Дата                   | Господарі                   | Рахунок | Гості                       |
| ---------------------- | --------------------------- | ------- | --------------------------- |
| 28 січня               | Бернлі                      | 1:1     | Челсі                       |
| 1 лютого Перегравання  | Челсі                       | 1:1     | Бернлі                      |
| 6 лютого Перегравання  | Бернлі                      | 2:2     | Челсі                       |
| 13 лютого Перегравання | Челсі                       | 0:0     | Бернлі                      |
| 15 лютого Перегравання | Бернлі                      | 0:2     | Челсі                       |
| 28 січня               | Ліверпуль                   | 3:3     | Сканторп-енд-Ліндсі Юнайтед |
| 6 лютого Перегравання  | Сканторп-енд-Ліндсі Юнайтед | 0:2     | Ліверпуль                   |
| 28 січня               | Лестер Сіті                 | 3:3     | Сток Сіті                   |
| 30 січня Перегравання  | Сток Сіті                   | 2:1     | Лестер Сіті                 |
| 28 січня               | Болтон Вондерерз            | 1:2     | Шеффілд Юнайтед             |
| 28 січня               | Вест-Бромвіч Альбіон        | 2:0     | Портсмут                    |
| 28 січня               | Тоттенгем Готспур           | 3:1     | Мідлсбро                    |
| 28 січня               | Фулгем                      | 4:5     | Ньюкасл Юнайтед             |
| 28 січня               | Барнслі                     | 0:1     | Блекберн Роверз             |
| 28 січня               | Бристоль Роверз             | 1:1     | Донкастер Роверз            |
| 31 січня Перегравання  | Донкастер Роверз            | 1:0     | Бристоль Роверз             |
| 28 січня               | Вест Гем Юнайтед            | 2:1     | Кардіфф Сіті                |
| 28 січня               | Саутенд Юнайтед             | 0:1     | Манчестер Сіті              |
| 28 січня               | Порт Вейл                   | 2:3     | Евертон                     |
| 28 січня               | Чарльтон Атлетік            | 2:1     | Свіндон Таун                |
| 28 січня               | Арсенал                     | 4:1     | Астон Вілла                 |
| 28 січня               | Йорк Сіті                   | 0:0     | Сандерленд                  |
| 1 лютого Перегравання  | Сандерленд                  | 2:1     | Йорк Сіті                   |
| 28 січня               | Лейтон Орієнт               | 0:4     | Бірмінгем Сіті              |

## П'ятий раунд
На цьому етапі зіграли переможці попереднього раунду.
| Дата                   | Господарі            | Рахунок | Гості             |
| ---------------------- | -------------------- | ------- | ----------------- |
| 18 лютого              | Вест-Бромвіч Альбіон | 0:1     | Бірмінгем Сіті    |
| 18 лютого              | Евертон              | 1:0     | Челсі             |
| 18 лютого              | Донкастер Роверз     | 0:1     | Тоттенгем Готспур |
| 18 лютого              | Шеффілд Юнайтед      | 0:0     | Сандерленд        |
| 22 лютого Перегравання | Сандерленд           | 1:0     | Шеффілд Юнайтед   |
| 18 лютого              | Ньюкасл Юнайтед      | 2:1     | Сток Сіті         |
| 18 лютого              | Манчестер Сіті       | 0:0     | Ліверпуль         |
| 22 лютого Перегравання | Ліверпуль            | 1:2     | Манчестер Сіті    |
| 18 лютого              | Вест Гем Юнайтед     | 0:0     | Блекберн Роверз   |
| 23 лютого Перегравання | Блекберн Роверз      | 2:3     | Вест Гем Юнайтед  |
| 18 лютого              | Чарльтон Атлетік     | 0:1     | Арсенал           |

## Шостий раунд
На цьому етапі зіграли переможці попереднього раунду.
| Дата                   | Господарі         | Рахунок | Гості             |
| ---------------------- | ----------------- | ------- | ----------------- |
| 3 березня              | Тоттенгем Готспур | 3:3     | Вест Гем Юнайтед  |
| 8 березня Перегравання | Вест Гем Юнайтед  | 1:2     | Тоттенгем Готспур |
| 3 березня              | Ньюкасл Юнайтед   | 0:2     | Сандерленд        |
| 3 березня              | Манчестер Сіті    | 2:1     | Евертон           |
| 3 березня              | Арсенал           | 1:3     | Бірмінгем Сіті    |

## Півфінали
У півфіналах зіграли команди, що перемогли на попередньому етапі.
| Дата       | Господарі      | Рахунок | Гості             |
| ---------- | -------------- | ------- | ----------------- |
| 17 березня | Бірмінгем Сіті | 3:0     | Сандерленд        |
| 17 березня | Манчестер Сіті | 1:0     | Тоттенгем Готспур |

## Фінал
| 5 травня 1956 |

| Манчестер Сіті                   | 3:1      | Бірмінгем Сіті |
| -------------------------------- | -------- | -------------- |
| Хеєс 3' Джонстоун 62' Дайсон 64' | Протокол | Кінсі 15'      |

| Вемблі, Лондон Глядачів: 100 000 Арбітр: Алф Бонд |